# 林茂 (明朝)
林茂（1402年—？），字茂叔，浙江嘉興府秀水縣人，民籍。明朝政治人物。進士出身。

## 生平
浙江鄉試中舉。宣德八年（1433年）癸丑科會試第三十三名，殿試登進士第二甲第十六名。

## 家族
曾祖父林仲芳。祖父林祐之。父亲林德潤。